# طاقة حرارية من المحيط

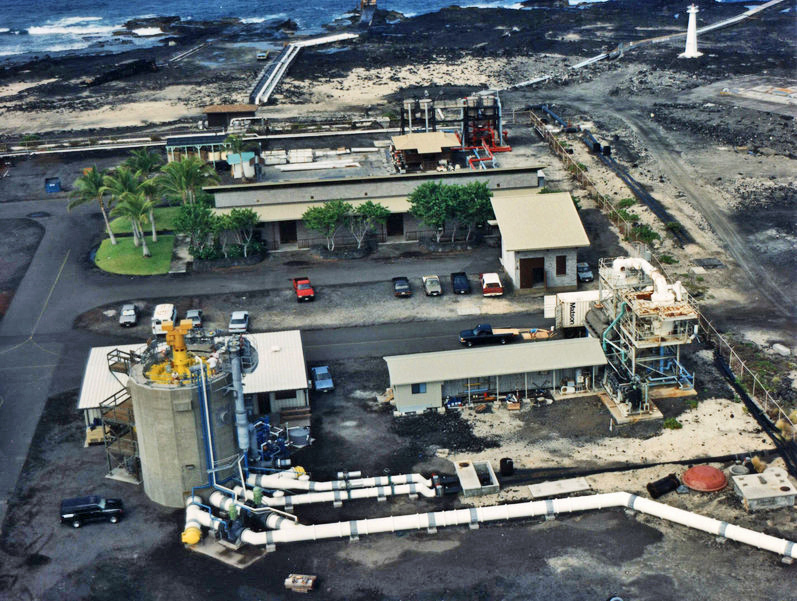

محطة توليد الطاقة من فرق درجة الحرارة الموجود في المحيطات (بالإنجليزية: Ocean thermal energy conversion)‏ منشأة حديثة الظهور تستخدم الفرق في درجة الحرارة بين مياه البحر العميقة الباردة والمدفأة أو السطحية الدافئة لتشغيل محرك حراري وإنتاج أعمال مفيدة عادة في شكل كهرباء ،و بين مصادر الطاقة الموجودة في المحيطات تُعد أحد مصادر الطاقة المتجددة المتاحة باستمرار والتي يمكن أن تسهم في توفير مصدر الطاقة الأساسي ،تكون الأنظمة إما دائرة مغلقة أو دورة مفتوحة ،تستخدم دائرة المغلقة سوائل مثل الموجودة في دائرة التبريد مثل الأمونيا و 2،1،1،1-رباعي فلورو الإيثان (2،1،1،1-رباعي فلورو الإيثان) تمتلك هذه السوائل نقطة غليان منخفضة وبالتالي فهي مناسبة لتشغيل مولد النظام لتوليد الكهرباء.